# سوزان جولدنبيرج
سوزان جولدنبيرج هي صحفية كندية، ولدت في 1962 في وينيبيغ في كندا.